# 石井常次郎

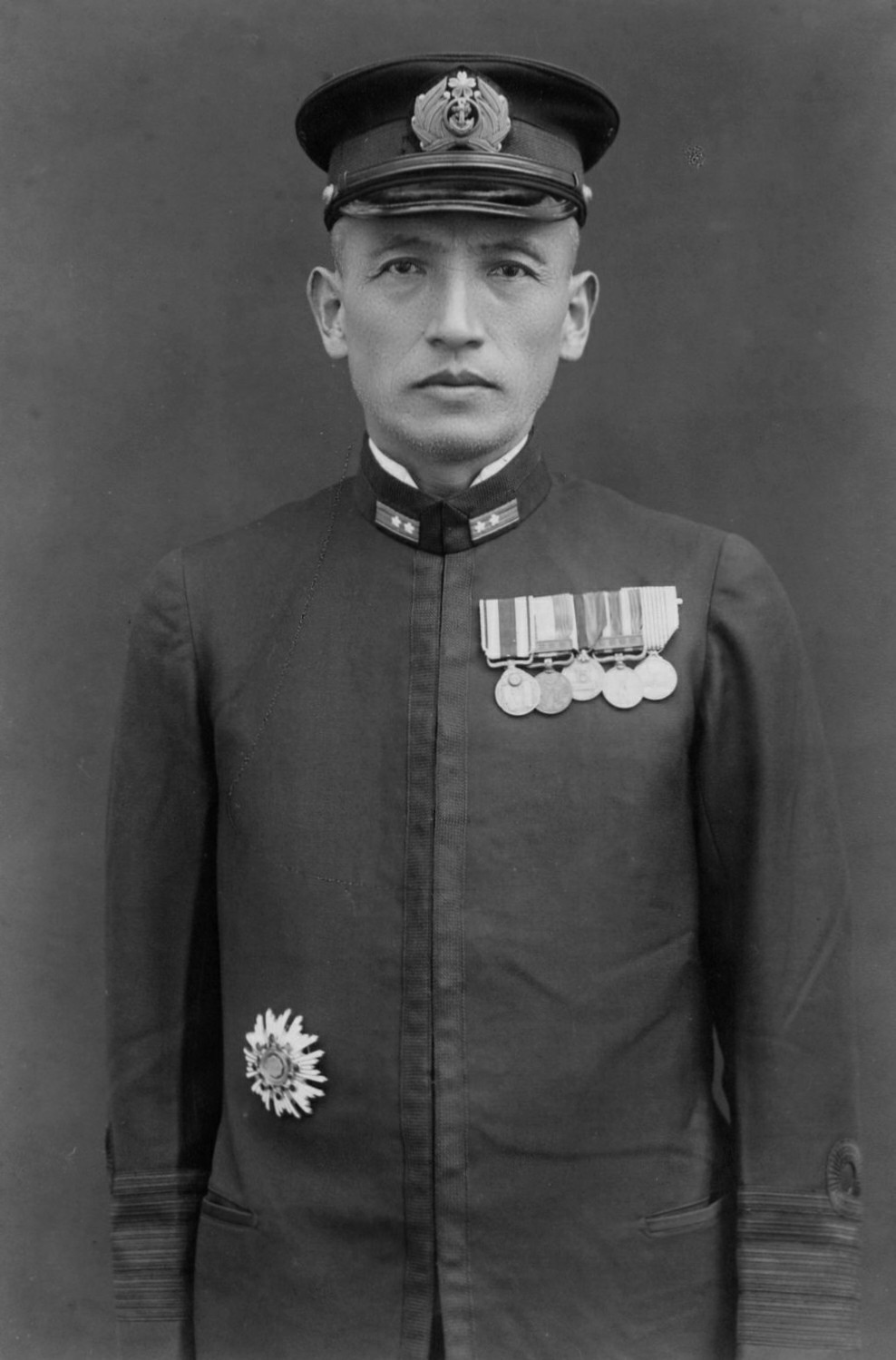
石井常次郎

石井 常次郎（いしい つねじろう、1887年11月18日 - 1951年1月16日）は、日本の海軍軍人。最終階級は海軍中将。

## 経歴
大阪府出身。1910年（明治43年）4月、海軍機関学校（18期）を卒業。同年12月、海軍機関少尉任官。1916年（大正5年）12月、海軍大学校機関学生となり、1918年（大正7年）12月、戦艦「日向」分隊長に着任。機関学校教官兼監事を経て、1920年（大正9年）12月、機関少佐に昇進し舞鶴海軍工廠造機部員となる。
1923年（大正12年）4月、舞鶴要港部員となり、艦政本部員などを歴任し、1925年（大正14年）12月、機関中佐に進級。艦政本部出仕（米国出張）、艦政本部員などを経て、1930年（昭和5年）12月、機関大佐に昇進した。
1931年（昭和6年）11月、艦政本部総務部第3課長となり、兼海大教官、艦本総務部第4課長を歴任し、1936年（昭和11年）12月、海軍少将に進級し海軍燃料廠平壌鉱業部長に就任。
1937年（昭和12年）4月、燃料廠鉱業部長に就任し、艦本造船造兵監督長兼東京監理長、兼東京監査長を歴任し、1940年（昭和15年）11月、海軍中将に進み舞鶴工廠長となった。1941年（昭和16年）10月、軍令部出仕となり、同月、予備役に編入された。
1947年（昭和22年）11月28日、公職追放仮指定を受けた。墓所は多磨霊園。